# Burudugunte, Nagamangala
Burudugunte là một làng thuộc tehsil Nagamangala, huyện Mandya, bang Karnataka, Ấn Độ.